# بيرتل سامويلسون
بيرتل سامويلسون (بالدنماركية: Bertil Samuelson)‏ هو مجدف دنماركي، ولد في 21 ديسمبر 1974 في جينتوفتي ‏ في الدنمارك.

## وصلات خارجية
- بيرتل سامويلسون على موقع الاتحاد الدولي للتجديف (الإنجليزية)
- بيرتل سامويلسون على موقع اللجنة الأولمبية الدولية (الإنجليزية)
- بيرتل سامويلسون على موقع أوليمبيديا (الإنجليزية)